# David Střihavka
David Střihavka (* 4. März 1983 in Prag) ist ein tschechischer Fußballspieler.

## Vereinskarriere
Střihavka begann mit dem Fußballspielen im Alter von sechs Jahren beim kleineren Prager Verein Junior. Nach einem Jahr wechselte er zu FC Bohemians Prag, wo er insgesamt zehn Jahre blieb. 2000 wurde er von Sparta Prag verpflichtet. Anfang 2001 wurde der Stürmer an den FK Jablonec ausgeliehen, für den er am 17. März 2002 in der Gambrinus Liga debütierte. Nach einem Jahr kehrte er zu Sparta zurück, wurde aber nur in der B-Mannschaft eingesetzt, die zu diesem Zeitpunkt in der zweiten Liga spielte. Zur Saison 2003/04 wechselte er innerhalb der Liga zu seinem ehemaligen Jugendklub Bohemians Prag. Im Sommer 2004 wurde er von Sparta zurückgeholt, spielte in der Liga bis zur Winterpause aber nur 22 Minuten. Er wurde an Chmel Blšany ausgeliehen, für den er in seinem Debüt zum 2:0 gegen Tescoma Zlín traf. Nach einem Jahr wechselte der Angreifer abermals den Verein und spielte fortan für Baník Ostrava. Eine enorme Leistungssteigerung vollbrachte Střihavka in der Saison 2006/07, als er mit 13 Treffern zweitbester Torschütze der Liga wurde. Für 240.000 Pfund wechselte er zu Norwich City in die zweite englische Liga, wo er sich aber nicht durchsetzen konnte. Sein Vertrag wurde im Januar 2008 aufgelöst, er wechselte zu Slavia Prag, mit dem er tschechischer Meister wurde. Zur Saison 2008/09 kehrte Střihavka zur Leihe zu Baník Ostrava zurück. Im Sommer 2009 spielte Střihavka erstmal beim FC Viktoria Pilsen, das ihn bereits 2007 verpflichtete, aber immer wieder verliehen hatte. Anfang 2011 wechselte Střihavka erneut zur Leihe zu Willem II Tilburg. Im Juli 2011 hat er beim MŠK Žilina einen Zwei-Jahres-Vertrag bekommen und damit seine Pilsner Verleih-Odyssee mit fünf verschiedenen Vereinen in drei Ländern in vier Jahren beendete.